# Zabezpieczenie komunikacyjne

Zabezpieczenie komunikacyjne - całokształt przedsięwzięć (planistycznych, organizacyjnych, inwestycyjnych, materiałowych, produkcyjnych i innych) obejmujących przygotowanie na obszarze [[teatr działań 
wojennych|teatru działań wojennych]] (TDW) sieci transportowej i poszczególnych rodzajów transportu do realizacji, na wypadek wojny, planowanych zadań przewozowych na potrzeby sił zbrojnych i zaplecza. Głównym celem tych przedsięwzięć jest utrzymanie żywotności systemu transportowego i zapewnienie ciągłości przewozów. W realizacji tych przedsięwzięć uczestniczy, poza Ministerstwem Obrony Narodowej, szereg resortów gospodarki narodowej oraz siły i środki militarne i pozamilitarne. Poziom przygotowania zabezpieczenia komunikacyjnego zależy od aktualnego etapu rozwoju kraju, przede wszystkim od rozbudowy infrastruktury komunikacyjnej.